# Frank Stapleton
Frank Anthony Stapleton (Dublino, 10 luglio 1956) è un ex calciatore e allenatore di calcio irlandese, di ruolo attaccante.
È stato un calciatore dell'Arsenal e del Manchester Utd negli anni settanta e ottanta.
È membro della Hall of Fame della Football Association of Ireland.

## Palmarès

### Giocatore

#### Competizioni nazionali
- Coppa d'Inghilterra: 3

Arsenal: 1978-1979
Manchester Utd: 1982-1983, 1984-1985
- Charity Shield: 1

Manchester Utd: 1983